# Соро, Энрике
Энри́ке Со́ро Барри́га (исп. Enrique Soro Barriga; 15 июля 1884, Консепсьон, Чили — 3 декабря 1954, Сантьяго, Чили) — чилийский композитор, пианист и педагог.

## Биография
Музыкальное образование стал получать в родном городе, беря уроки у Клотильды де ла Барры (фортепиано) и Доминго Брешиа (гармония и контрапункт). В 1898—1904 годах продолжил обучение в Миланской консерватории. По возвращении на родину начинает преподавать в Чилийской консерватории, где в 1906 году становится профессором. В 1919—1928 годах — ректор. Много концертировал. В 1942 году становится членом дирекции распространения музыкальной культуры. Считается одним из основоположников современной композиторской школы. Был признанным представителем чилийского романтизма.

## Сочинения
- 1918 — Большой концерт для фортепиано с оркестром ре-мажор / Gran concierto en Re Mayor para piano y orquesta
- 1920 — симфония «Романтическая» / Sinfonía romántica
- 1936 — симфоническая прелюдия / Preludios sinfónicos
- 1942 — «Чилийские напевы» для оркестра / Tres Aires chilenos

## Награды
- 1948 — премия в области национального искусства в области музыки